# Karl-Hans Riehm
Karl-Hans Riehm (né le 31 mai 1951 à Konz) est un athlète allemand spécialiste du lancer du marteau.

## Carrière
En 1975, à Rehlingen, Karl-Hans Riehm améliore le record du monde du lancer du marteau en réalisant un jet à 76,70 m, améliorant de quatre centimètres l'ancienne meilleure marque mondiale détenu depuis 1974 par le Soviétique Aleksey Spiridonov. Dans le même concours, il battra en tout six fois le record du monde pour le porter à 78,50 mètres.
Il remporte la Coupe du monde des nations 1977 de Düsseldorf, avec un jet à 75,64 m, devant l'Est-allemand Jochen Sachse. Médaillé de bronze des Championnats d'Europe de 1978, il établit lors de cette saison un nouveau record mondial de la discipline avec 80,32 m, record qui ne sera amélioré qu'en 1980 par le Soviétique Youri Sedykh. Il se classe deuxième des coupes du monde des nations 1979 et 1981.
En 1984, Riehm remporte la médaille d'argent des Jeux olympiques de Los Angeles où il s'incline de dix centimètres face au Finlandais Juha Tiainen.

### Palmarès
| Date | Compétition                | Lieu        | Résultat | Marque  |
| ---- | -------------------------- | ----------- | -------- | ------- |
| 1972 | Jeux olympiques            | Munich      | 10e      | 70,12 m |
| 1976 | Jeux olympiques            | Montréal    | 4e       | 75,46 m |
| 1977 | Coupe du monde des nations | Düsseldorf  | 1er      | 75,64 m |
| 1978 | Championnats d'Europe      | Helsinki    | 3e       | 77,02 m |
| 1979 | Coupe du monde des nations | Montréal    | 2e       | 75,88 m |
| 1981 | Coupe du monde des nations | Rome        | 2e       | 75,60 m |
| 1983 | Championnats du monde      | Helsinki    | 7e       | 76,92 m |
| 1984 | Jeux olympiques            | Los Angeles | 2e       | 77,98 m |

### Records
| Épreuve           | Performance | Lieu  | Date            |
| ----------------- | ----------- | ----- | --------------- |
| Lancer du marteau | 80,80 m     | Rhede | 30 juillet 1980 |